# Hryhorij Piwtorak
Hryhorij Petrowytsch Piwtorak (ukrainisch Григорій Петрович Півторак, Transliteration Hryhorij Petrovyč Pivtorak; * 14. Juni 1935 in Korytyschtsche, Oblast Sumy, Ukrainische SSR) ist ein ukrainischer Linguist und Philologe.

## Leben
Bis 1959 absolvierte Hryhorij Piwtorak das staatliche pädagogische Institut in Poltawa. Danach studierte er zwischen 1961 und 1964 Ukrainische Sprache, Literatur und Geschichte und Belarussische Sprache am Institut für Linguistik – slawische Sprachen A. A. Potebnja in Kiew und verteidigte dort 1965 seine Dissertation.
Seit 1990 ist Piwtorak Doktor der Philologie und seit 1992 Professor am Institut für Linguistik A. A. Potebnja der Nationalen Akademie der Wissenschaften der Ukraine, wo er seit 1964 beschäftigt ist.
Piwtorak war ab 1997 korrespondierendes Mitglied und ist seit 2009 Vollmitglied der Akademie.
Piwtorak erhielt zahlreiche Preise und Ehrungen, darunter 2011 den Titel Verdienter der Wissenschaften der Ukraine.
Er ist mit der  Musikwissenschaftlerin und Professorin an der Nationalen Musikakademie der Ukraine Lidija Kornij (Лідія Пилипівна Корній; * 1942) verheiratet.

## Werk
Hryhorij Piwtorak ist Verfasser von mehr als 250 Werken über die Geschichte und Dialekte der östlichen Sprachen und Ethnogenese der östlichen Slawen, und Co-Autor des Buches Etymologisches Wörterbuch der ukrainischen Sprache (Етимологічний словник української мови).